# Гелхёйзен, Кор
Корнелис Йоханнес (Кор) Гелхёйзен (нидерл. Cornelis Johannes "Cor" Geelhuijzen; 4 февраля 1929 года, Амстердам — 24 ноября 2020, Хейло) — нидерландский футболист, игравший на позициях защитника и полузащитника. На протяжении всей своей карьеры выступал за амстердамский клуб «Аякс», за который провёл 130 официальных матча.

## Клубная карьера
Пришёл в «Аякс» в 1942 году, а спустя двенадцать лет попал в первую команду. Дебютировал 28 ноября 1954 года в матче Чемпионата Нидерландов против клуба «ВВВ-Венло». После ухода Ханса Боскампа в клуб БВК, Гелхёйзен был переведён в полузащиту. В сезоне 1955/56 Кор играл левого полузащитника, но год спустя вернулся в линию обороны. Сезон 1958/59 пропустил из-за дисквалификации, наложенной Футбольным союзом Нидерландов, а в 1960 году завершил свою карьеру. За четыре сезона Кор отыграл за «Аякс» 125 матчей, но так и не забил ни одного мяча. В 1957 году становился чемпионом Нидерландов.

## Личная жизнь
Кор родился в феврале 1929 года в Амстердаме. Отец — Йоханнес Маринюс Гелхёйзен, мать — Враувке Корнелия Рулфсема. Оба родителя были родом из Амстердама, они поженились в августе 1924 года — на момент женитьбы отец работал сварщиком. Их первенец Йоханнес Корнелис умер в марте 1926 года, а в декабре 1927 года в их семье родилась дочь по имени Йоханна Корнелия. Через семь лет после рождения Кора, в семье появился ещё один мальчик — Кристиан Якоб Антониюс.
Женат, супруга Йоханна. Они жили в Амстелвене, а в 1971 году переехали в Хейло, где проживают до сих пор. Есть двое детей — сын и дочь. Кор некоторое время работал портным, а его супруга более 25 лет проработала в доме престарелых. В 2018 году супруги Гелхёйзен отметили 60-ю годовщину со дня свадьбы, по этому случаю мэр Хейло Ханс Ромейн посетил их и поздравил с этим событием.
Умер 24 ноября 2020 года в возрасте 91 года.

## Статистика по сезонам
| Клуб             | Сезон            | Чемпионат Нидерландов | Чемпионат Нидерландов | Кубок Нидерландов | Кубок Нидерландов | Европейские кубки | Европейские кубки | Итого | Итого |
| Клуб             | Сезон            | Игры                  | Голы                  | Игры              | Голы              | Игры              | Голы              | Игры  | Голы  |
| ---------------- | ---------------- | --------------------- | --------------------- | ----------------- | ----------------- | ----------------- | ----------------- | ----- | ----- |
| Аякс             | 1953/54          | 1                     | 0                     |                   |                   |                   |                   | 1     | 0     |
| Аякс             | 1954/55          | 26                    | 0                     |                   |                   |                   |                   | 26    | 0     |
| Аякс             | 1955/56          | 30                    | 0                     |                   |                   |                   |                   | 30    | 0     |
| Аякс             | 1956/57          | 34                    | 0                     | 2                 | 0                 |                   |                   | 36    | 0     |
| Аякс             | 1957/58          | 26                    | 0                     |                   |                   | 2                 | 0                 | 28    | 0     |
| Аякс             | 1958/59          | 0                     | 0                     | 1                 | 0                 |                   |                   | 1     | 0     |
| Аякс             | 1959/60          | 8                     | 0                     |                   |                   |                   |                   | 8     | 0     |
| Всего за карьеру | Всего за карьеру | 125                   | 0                     | 3                 | 0                 | 2                 | 0                 | 130   | 0     |